# نهائي كأس ولي العهد السعودي 2011
نهائي كأس ولي العهد السعودي 2011 هي مباراة أقيمت في تاريخ الجمعة 15 أبريل 2011 وقد فاز الهلال على الوحدة بنتيجة خمسة أهداف مقابل صفر وقد تناوب على تسجيله أحمد علي ومحمد الشلهوب وعبدالله الزوري وكرستيان ويلهامسون ونواف العابد.